# فرودگاه اوبرلانجه
فرودگاه اوبرلانجه (به انگلیسی: Uberlândia Airport) (به زبان بومی: Aeroporto de Uberlândia–Ten. Cel. Av. César Bombonato) یک فرودگاه همگانی مسافربری با کد یاتا UDI است که یک باند فرود آسفالت دارد و طول باند آن ۱۹۵۰ متر است. این فرودگاه در کشور برزیل قرار دارد و در ارتفاع ۹۴۳ متری از سطح دریا واقع شده است.

## شرکت‌های هواپیمایی و مقصدهای پروازی
| شرکت‌های هواپیمایی     | مقصدهای پروازی |
| --------------------- | --- |
| آزول برزیلین ایرلاینز | تانکردو نوس، برازیلیا، ویراکوپوس-کامپیناس، سانتا جنووا، پورتو سگورو، سانتوس دومنت، ریو ورده، سائو پائولو گوارولوس، اوبرابا |
| گول ایر ترنسپورت      | برازیلیا، کونگونیاس-سائو پائولو                                                                                            |
| تام ایرلاینز          | برازیلیا، کونگونیاس-سائو پائولو                                                                                            |